# フライング・キティ・バンド
『フライング・キティ・バンド』（Flying Kitty Band）は、1977年に小椋佳・星勝・安田裕美を中心として当時のキティレコードの有志で結成されたロックバンドである。プロデューサーは多賀英典である。

## 概要
「シクラメンのかほり」、「俺たちの旅」、「揺れるまなざし」と立て続けにヒットを飛ばしていた小椋は、自分の歌唱力に限界を感じ（どんな歌を歌っても単調になると悩んでいた）、その打開策を模索して本バンドを結成した。
小椋は銀行マンであり忙しい身だったため、サウンドに関してはスタッフに任せることが多かったらしい。そのため小椋のレコード作りはキティのサウンド実験室と呼ばれていた。
プロデューサーの多賀は、「クラシカルサウンド」から「よりドラマチックな新しいサウンド」を求め、『残された憧憬』以後の小椋のアルバム作りに星を起用した。サウンド的にはロック色を濃くしていく。当初、星は小椋のアレンジに参加することを嫌がった（ロックしていないため）が、やっているうちにのめり込み、自ら最高傑作と言わしめたアルバムが『残された- 』である。『残された- 』、『夢追い人』、『道草』、『遠ざかる風景』、本バンドのアルバム『5・4・3・2・1・0』の「中期小椋」のサウンドは、ほとんどが星のプロデュースである。星は、小椋の作品ではサウンド的に好き勝手にやらせてもらっていたらしい。多賀社長に「小椋佳と星勝はサウンド的に切っても切れない関係」と言わしめた。
アルバム『5・4・3- 』は、ロサンゼルスで録音された。当時小椋が三度目の銀行の研修で渡米したことにかこつけてスタッフが押し寄せた。ロスではAttitudes（デヴィッド・フォスター、ジム・ケルトナーら）、ジェイ・グレイドン、トム・スコット、デイヴィッド・T・ウォーカー、ジョン・ゲリンの布陣を敷く。日本勢は、正木五郎（ドラムス）、高水健司（ベース）、 深町純（キーボード）、 渋井博（キーボード）、中西康晴（キーボード）、高中正義（ギター）、椎名和夫（ギター）、浜口茂外也（パーカッション）、安田裕美（AG）。また、売れなかったころの来生たかおが本格的に参加し、サウンドに多様性を持たせた。ボーカルは小椋、星、安田である。モップス時代を彷彿させる星のボーカルが復活した。
『5・4・3- 』は、「宇宙に旅立つことを夢見る少年」を主人公にしたコンセプトアルバムを目指した。当初、三部作の予定であったが未完のままとなった。

## アルバム『5・4・3・2・1・0』
- LP：1977.09.10（キティ、MKF1018、￥2500）
- CD：1994.05.21（キティ、KTCR-1503、￥1500）

収録曲
| 曲順 | 曲目                                   | 作詞者 | 作曲者     | 編曲者 |
| ---- | -------------------------------------- | ------ | ---------- | ------ |
| A.01 | はてないイメージ<Instrumental>         | 小椋佳 | 星勝       | 星勝   |
| A.02 | 僕は宇宙飛行士 Part I                  | 小椋佳 | 来生たかお | 星勝   |
| A.03 | 幼年期からの脱出                       | 小椋佳 | 来生たかお | 星勝   |
| A.04 | 無邪気な勝利                           | 小椋佳 | 星勝       | 星勝   |
| A.05 | 僕は宇宙飛行士 Part II                 | 小椋佳 | 来生たかお | 星勝   |
| A.06 | 夢のペニー・キャンディーズ             | 小椋佳 | 星勝       | 星勝   |
| A.07 | いらだち                               | 小椋佳 | 安田裕美   | 星勝   |
| B.08 | 愛の足跡                               | 小椋佳 | 来生たかお | 星勝   |
| B.09 | つかみきれないシャボン玉<Soap Bubbles> | 小椋佳 | 星勝       | 星勝   |
| B.10 | 10才の誕生日                           | 小椋佳 | 星勝       | 星勝   |
| B.11 | よじれた魂                             | 小椋佳 | 星勝       | 星勝   |
| B.12 | 墓石を空に<Tombstone To The Sky>       | 小椋佳 | 安田裕美   | 星勝   |
| B.13 | 5・4・3・2・1・0                       | 小椋佳 | 星勝       | 星勝   |

クレジット
ライナーノーツより。
- ドラム
  - ジム・ケルトナー（en:The Attitudes）
  - ジョン・ゲリン（en:John Guerin）（en:L.A. Express）
  - 正木五郎（）
- ベース
  - クラウス・フォアマン
  - Paul Stallworth（The Attitudes）
  - 高水健司（）
- キーボード
  - デイヴィッド・フォスター（The Attitudes）
  - TOM HEMSLEY
  - REGINALD (SONNY) BURKE
  - ヴィクター・フェルドマン（en:Victor Feldman）
  - JAI WINDING
  - 深町純
  - 渋井博（）
  - 中西康晴
- ギター
  - デイヴィッド・T・ウォーカー（A&Mレコード）
  - ジェイ・グレイドン
  - DAN FERGUSON
  - RICK LITTLEFEILD
  - LARRY ROLANDO
  - 高中正義
  - 椎名和夫
- AG[要追加記述]：安田裕美
- パーカッション
  - パウリーニョ・ダ・コスタ
  - GARY COLEMAN
  - ALAN ESTES
  - 浜口茂外也
- サックス・リリコン：トム・スコット（en:Ode Records）
- ボーカル
  - 安田裕美
  - 星勝
  - 小椋佳
- バックコーラス
  - LINDA YASUDA
  - APPLES
- Production assistants
  - 宗像和男
  - 磯田守人
- レコーディング・エンジニア
  - 大野進
  - BOB STONE
- Assistant Engineers
  - SHERRY KLEIN
  - RANDY TOMINAGA
  - MASARU TAKAGI
- リミックス[4]：大野進
- AD+Cover art：KATSU YOSHIDA
- デザイン：ISAO SAKAI (P.C.C)
- プロデュース：多賀英典
- Special thanks to
  - 台東区立竹町小学校2年一組のみなさん
  - OLIVIA PAGE